# Àcid ximenínic
L'àcid ximenínic o àcid santàlbic, el qual nom sistemàtic és àcid (E)-octadec-11-en-9-inoic, és un àcid carboxílic de cadena lineal amb devuit àtoms de carboni, un doble enllaç trans entre els carbonis 11-12 i un triple enllaç entre els carbonis 9-10, la qual fórmula molecular és {\displaystyle {\ce {C18H30O2}}}. En bioquímica és considerat un àcid gras.

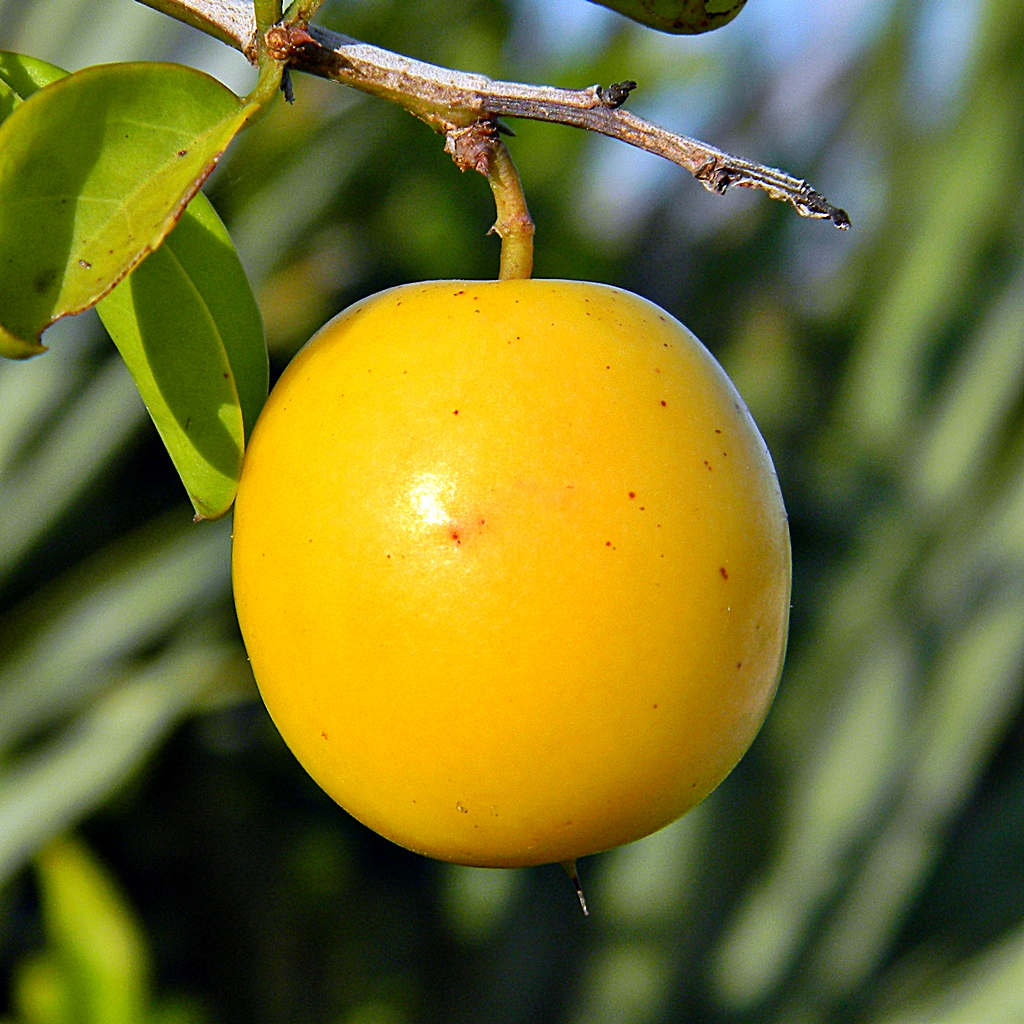
Fruit de Ximenia americana

Fou aïllat per primera vegada el 1950 per S.P. Lighthelm i H.M. Schwartz de l'oli de les llavors de Ximenia caffra, i l'anomenaren àcid ximenínic a partir del gènere Ximenia. La proporció d'aquest àcid en espècies africanes (Ximenia caffra, Ximenia caffra natalensis i Ximenia americana microphylla) és del 22-24 %.
També s'ha aïllat del sàndal, Santalum album (51-84 %); Santalum obtusifolium (71,5 %); Exocarpos sparteus (69,7 %); Exocarpos aphyllus (67,5 %); ginestó, Osyris alba (57,1 %); i altres en proporcions inferiors.
S'obté del sàndal i s'empra en cosmètica per les seves propietats antiinflamatòries, en formulacions antiedat per preservar la integritat i la textura de la pell i en la millora de la vitalitat del cabell.